# الکس آدای
الکس آدای (انگلیسی: Alex Addai؛ زادهٔ ۲۰ دسامبر ۱۹۹۳) بازیکن فوتبال اهل بریتانیا است.
از باشگاه‌هایی که در آن بازی کرده‌است می‌توان به باشگاه فوتبال بلکپول اشاره کرد.